# Auditoría energética

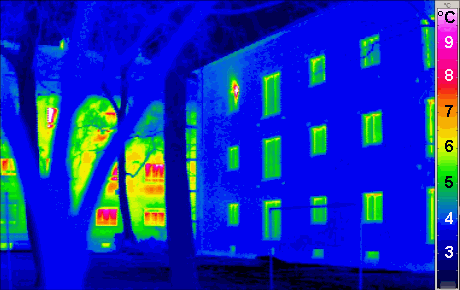
Termograma de un edificio construido conforme al estándar Passivhaus (al frente y a la derecha). Puede compararse con el de una edificación de tipo tradicional (al fondo y a la izquierda).

Una auditoría energética es una inspección, estudio y análisis de los flujos de energía en un edificio, proceso o sistema con el objetivo de comprender la energía dinámica del sistema bajo estudio. Normalmente una auditoría energética se lleva a cabo para buscar oportunidades para reducir la cantidad de energía de entrada en el sistema sin afectar negativamente la salida. Cuando el objeto de estudio es un edificio ocupado se busca reducir el consumo de energía, manteniendo y mejorando al mismo tiempo el confort higrotérmico, la salubridad y la seguridad. Más allá de la simple identificación de las fuentes de energía, una auditoría energética tiene por objeto dar prioridad a los usos energéticos de acuerdo con el mayor a menor costo efectivo de oportunidades para el ahorro de energía.

## Auditorías energéticas en el sector Industrial
Cada vez con más frecuencia en las últimas décadas, las auditorías energéticas han permitido reducir la demanda de energía, cada día más costosa, los gastos y avanzar hacia un desarrollo sostenible. Esto ha hecho que las auditorías energéticas sean cada vez más populares. Con estas auditorías se ha tratado de reducir los consumos energéticos en el sector industrial a través de Guías de ahorro y Eficiencia Energética, los programas de auditorías energéticas han demostrado su eficacia a escala mundial para mejorar el Rendimiento energético de las instalaciones industriales.
En este sector las auditorías energéticas persiguen un triple objetivo:
1. Adecuar los consumos reales de la planta a los consumos nominales, garantizando un buen mantenimiento de las instalaciones.
2. Reducir los consumos nominales con nuevas Tecnologías que aumenten la eficiencia del consumo energético.
3. Minimizar la demanda del proceso optimizando la operación de los servicios energéticos.

El consumo energético de cualquier equipo, sistema o fábrica puede calcularse de la siguiente manera:
 C=D/n                           Donde C es el consumo energético, D la demanda energética y n la eficiencia.
Cabe destacar que otro factor importante en este tipo de auditorías es el balance energético. El control de la combustión es crucial en cualquier generador ya que se puede minimizar la cantidad de energía perdida con los humos procedentes de la combustión. Uno de los factores más determinantes para dicha combustión es el exceso de aire.  

## Medidas de ahorro y eficiencia energética
Las líneas de retorno de los condensados y de distribución de vapor no se aíslan convenientemente, dando importancia a la pérdida de energía.Cualquier superficie por encima de los 50 °C debe ser calorifugada, incluyendo las superficie. De este modo, pueden reducirse las pérdidas de calor hasta en un 90%.
El cálculo del espesor de aislante es un problema de optimización. Cuanto mayor sea dicho espesor, menores serán las pérdidas que pudieran producirse. Por otro lado, cuanto mayor sea el aislamiento mayor será el coste de inversión requerida para ello.Las pérdidas debidas a la falta de aislamiento o a su deterioro dependen de una serie de factores entre los que cabe destacar: La diferencia de temperatura entre el vapor y el exterior, las velocidades de ambas corrientes, el material, espesor, diámetro y longitud de la tubería, su ubicación y las condiciones ambientes.

## Ejemplo de evaluación de la medida de ahorro aislamiento de redes de vapor
La red de vapor tiene por objeto distribuir, desde los puntos de generación, el vapor demandado por los distintos puntos de consumo de una planta. Para transportar el vapor producido existe un colector general, que comunica los distintos puntos de producción de vapor y se diversifica en ramales que distribuyen el vapor hasta los distintos puntos de consumo. En el ejemplo que se analiz ará a continuación se supondrá que el vapor es transportado por la red a 8 bares de presión. 
La falta o deterioro del aislamiento de la red de vapor, puede producir importantes pérdidas energéticas en la misma. La medida de ahorro, descrita en este ejemplo, consiste en la reparación del aislamiento y en el recubrimiento de las zonas defectuosas de la red de vapor en los puntos en los que se ha deteriorado o fuera inexistente.

## Tipos de Auditoría de Energía
El término auditoría energética es comúnmente utilizado para describir un amplio espectro de estudios energéticos que van desde un rápido paseo a través de un procedimiento para identificar los principales problemas; a un análisis exhaustivo de las implicaciones de otras medidas de eficiencia energética suficientes para satisfacer los criterios financieros solicitados por los inversores. Tres programas comunes de auditoría se describen en mayor detalle más adelante, aunque las tareas realizadas y el nivel de esfuerzo pueden variar con el consultor que presta servicios en virtud de estos grandes apartados. La única manera de garantizar que una propuesta de auditoría que satisfaga sus necesidades específicas es precisar los requisitos detallados en un ámbito de trabajo. Tomando el tiempo para preparar una solicitud formal también asegurar al propietario del edificio que reciben competitiva y comparable propuestas. En todos los niveles de auditorías se incluye un proceso de mejora dirigido al personal que trabaja en esas áreas. Cambios en el sistema de consumo de energía implica, cambios de comportamiento, conductas, hábitos y costumbres de las personas que operan o trabajan en el área de intervención. Se consideran capacitaciones y entrenamientos antes, durante y al final de una intervención, cualquiera que sea el nivel de la auditoría.

### Auditoría preliminar
La auditoría preliminar, anteproyecto de auditoría o test energético (o una simple llamada de auditoría, diagnóstico o auditoría de recorrido) es el más simple y más rápido tipo de auditoría. Se trata de un mínimo de entrevistas con sitio web personal de operación, una breve reseña de instalación de facturas de servicios públicos y otros datos de explotación, y una caminata a través de la instalación para familiarizarse con la construcción y operación para identificar cualquier zonas de desperdicio de energía o de ineficiencia. 
Típicamente, solo las principales áreas problemáticas se descubren durante este tipo de auditoría. Las medidas correctivas se describen brevemente, y rápida aplicación de estimaciones de costos, el potencial de ahorro de costes de explotación, simple y períodos de amortización. Este nivel de detalle, aunque no suficiente para llegar a una decisión final sobre la ejecución de un proyecto de medidas, es suficiente para dar prioridad a proyectos de eficiencia energética y para determinar la necesidad de una auditoría más detallada.
Las auditorías energéticas están compuestas de diversos tipos de estudios los cuales son implementados al edificio al que se le está realizando la auditoría estos estudios son; Análisis de Redes, Estudio Termografia, Estudio de Resistencia Ohmica (Análisis de Tierra), Estudio de Meguer y Estudio de Vibraciones (en caso de transformadores y motores)

### Auditoría General
La auditoría general (llamada alternativamente una mini-auditoría, la auditoría energética sitio o sitio completo auditoría energética) se expande sobre el anteproyecto de auditoría se ha descrito anteriormente mediante la recopilación de información más detallada sobre la instalación y operación de realizar una evaluación más detallada de medidas de conservación de energía. Facturas de servicios públicos se recogen por 12 a 36 meses para permitir que el auditor pueda evaluar la instalación, la demanda de energía y las tasas de uso según perfiles de energía. Si se dispone de datos, los perfiles detallados de energía que esos datos se hace posible, se tratará de analizar los signos de derroche energético . Adicionales específicos de medición de la energía que consumen los sistemas se realiza a menudo para completar los datos de utilidad. Entrevistas en profundidad con el personal de operación de las instalaciones se llevan a cabo para proporcionar una mejor comprensión de los principales consumidores de energía y sistemas para conocer a corto y largo plazo los patrones de consumo de energía. 
Este tipo de auditoría será capaz de identificar toda la energía de las medidas de conservación adecuadas para la instalación, habida cuenta de sus parámetros de funcionamiento. Un detallado análisis financiero se realiza para cada una de las medidas basadas en la aplicación detallada las estimaciones de costes, sitio específico de ahorro de costes de explotación, y el cliente la inversión de criterios. Suficiente detalle como se presenta para justificar la ejecución del proyecto. 

### Grado de inversión de Auditoría
En la mayoría de las empresas los ajustes o actualizaciones a una instalación energética deben competir por la financiación con capital no relacionados con las inversiones en energía. Tanto la energía consumida y la energía a ahorrar deben ser evaluados con un criterio financiero y para esto en los proyectos de mejoramiento y eficiencia energética se utiliza la tasa de retorno de la inversión (TIR) para evaluar la conveniencia de la inversión. El ahorro proyectado de funcionamiento de la aplicación de proyectos de energía deben desarrollarse de tal manera que proporcione un alto nivel de confianza. De hecho, los inversores a menudo demandan un ahorro garantizado. 
El grado de inversión de auditoría (llamados alternativamente una auditoría completa, detallada auditoría, maxi de auditoría, análisis técnico o de auditoría) se expande sobre la auditoría general se ha descrito anteriormente mediante el suministro de un modelo dinámico de la energía de uso características de las instalaciones existentes y todas las medidas de conservación de energía identificados. El edificio modelo está calibrado contra la real utilidad de datos para proporcionar una línea de base realista que permita calcular los ahorros de funcionamiento de las medidas propuestas. Amplia atención se da a entender no solo las características de funcionamiento de toda la energía que consumen los sistemas, sino también situaciones que causan las variaciones de perfil de carga a corto y largo plazo las bases (por ejemplo, diaria, semanal, mensual, anual). Los datos actuales de utilidad se complementan con la de los principales consumidores de energía y sistemas de vigilancia de las características del sistema operativo.

## Historia
Las auditorías energéticas inicialmente se hicieron populares en dar respuesta a la crisis energética de 1973 y años posteriores. El interés en las auditorías energéticas ha aumentado recientemente como resultado de la creciente comprensión del impacto humano sobre calentamiento global y el cambio climático. Una nueva tendencia en la arquitectura llamada Arquitectura sustentable toma esta técnica como una de sus principales herramientas para obtener datos cuantitativos y no meramente conceptuales en la búsqueda de un hábitat sostenible. En España está regulada por el Real Decreto 56/2016, por el que se traspone parcialmente esta Directiva Europea 2012/27/UE en lo relativo a las auditorías energéticas, acreditación de proveedores de servicios y auditores energéticos, y la promoción de la eficiencia energética en la producción y uso del calor y del frío.